# Frankendaelbrug
De Frankendaelbrug (brug 217) is een vaste brug in Amsterdam-Oost.
De verkeersbrug, waarover ook tramlijn 9 en buslijn 41 en een nachtbus rijden, heeft de vorm van een duiker. Ze is gelegen in de Middenweg en overspant de Molenwetering. Een eerste brug alhier zou stammen uit 1923, die bekostigd werd door het kerkbestuur van de R.K. Parochie der H.H. Martelaren van Gorcum, die hier de Hofkerk liet bouwen. In 1930/1931 werd die brug vernieuwd en meteen verbreed voor een prijs van 15.000 gulden. Die brug was van de hand van het bureau Dienst der Publieke Werken met bruggenarchitect Piet Kramer. In circa 1951 moest de brug opnieuw aangepast worden, Kramer begeleidde de vernieuwing. De brug draagt duidelijk zijn signatuur; zij is gebouwd in de Amsterdamse Schoolstijl, veel baksteen met toepassing van Kramers granieten sluitstenen. Vanaf de waterkant gezien zijn de bakstenen horizontaal gemetseld, vanaf de verkeerskant verticaal. De brugleuningen zijn sober gehouden. Origineel zou de brug ook Kramers datumstenen hebben meegekregen “Anno 1931”.
Aan de noordoostkant is de brug ingebouwd tussen aan twee aan het water staande woningen, de zuidwestkant is open terrein met in het noorden rijksmonument buitenplaats Frankendael waarnaar de brug is vernoemd, in het zuiden staat rijksmonument Emmakerk van Gijsbert Friedhoff.
Op steenworp afstand ligt parallel aan deze brug brug 304 ook van Kramer.

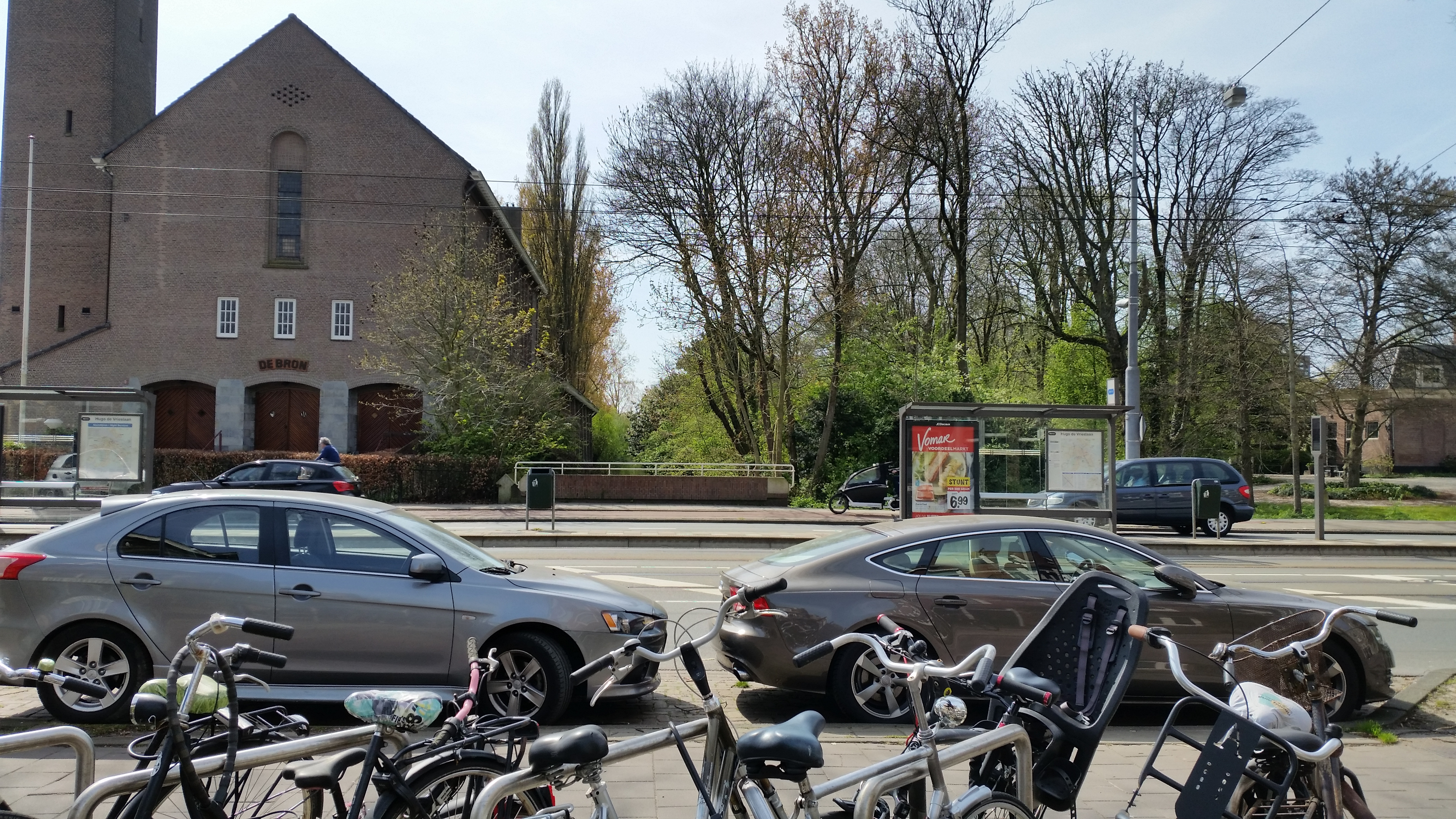
Zicht over de brug met links de Emmakerk (april 2020)

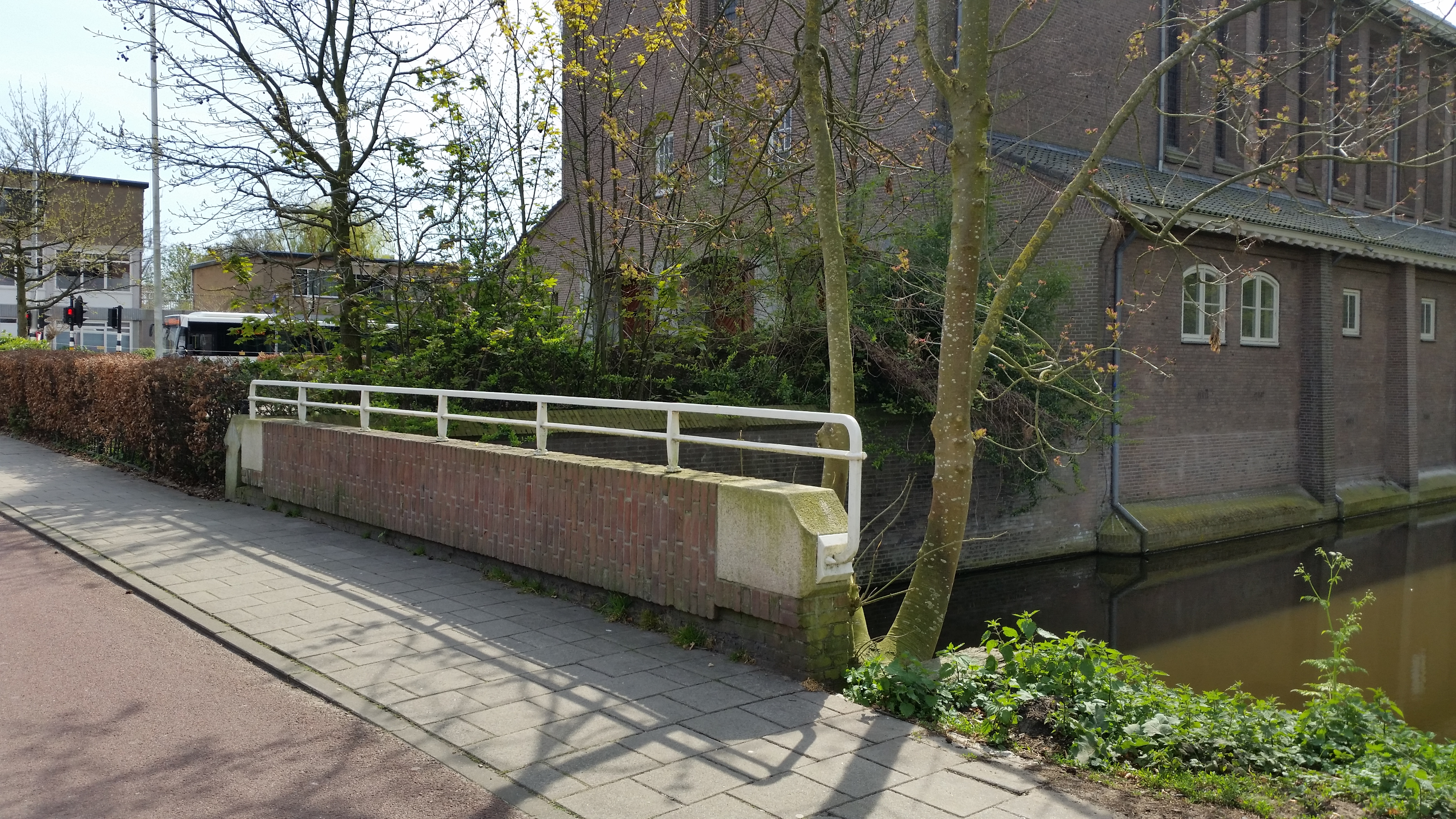
Brugleuning/balustrade (april 2020)

<<< · 200 · 201 · 202 · 203 · 204 · 205 · 206 · 207 · 208 · 209 ·  210 · 211 · 212 · 213 · 214 · 215 · 216 · 217 · 218 · 220 · 221 · 222 · 223 · 224 · 225 · 226 · 227 · 228 · 228P · 229 · 230 · 231 · 232 · 233 · 234 · 235 · 236 · 237 · 238 · 239 ·  240 · 241 · 242 · 243 · 244 · 245 · 246 · 247 · 248 · 249 ·  250 · 251 · 252 · 253 · 254 · 255 · 256 · 257 · 258 · 259 · 260 · 261 · 262 · 263 · 264 · 265 · 266 · 267 · 270 · 271 · 272 · 273 · 274 · 275 · 277 · 278 · 279 · 280 · 281 · 283 · 285 · 286 · 287 · 288 · 289 · 290 · 291 · 292 · 293 · 295 · 296 · 297 · 298 · 299 · >>>
Brugnummers 219, 268, 269, 276, 282, 284, 294 zijn niet (meer) in omloop.